# Gabriela Beňačková
Gabriela Beňačková-Čápová (* 25. března 1947 Bratislava) je světově proslulá slovenská operní pěvkyně – sopranistka. Kritici její tzv. spinto lyrický soprán nazývali hlasem s pověstnou „slovanskou slzou“ nebo jej doplňovali přívlastkem stříbrný.
V průběhu své kariéry vystupovala jak v Slovenském národním divadle,  Národním divadle v Praze, tak na významných operních scénách v zahraničí. Časopisem Gramophone byla opakovaně zařazena mezi 10 nejlepších operních pěvkyň světa a dirigent John Fiore Beňačkovou označil za „národní poklad“. Získala rovněž několik významných ocenění, mimo jiné Cenu Thálie v roce 2019. V roce 1994 byla nominována na cenu Grammy Award v kategorii „classical vocal performance“, avšak cenu nakonec nezískala.  Za celoživotní zásluhy na propagaci a popularizaci klasické hudby v České republice i v zahraničí získala Cenu Antonína Dvořáka.

## Umělecké začátky
Od dětství se věnovala baletu, hře na klavír a zpěvu. Zpívala v dětském sboru Československého rozhlasu v Bratislavě. Od roku 1962 studovala zpěv na bratislavské konzervatoři u M. Móryové, v letech 1966 až 1967 u T. Kresákové na konzervatoři v Žilině. V letech 1967 až 1971 studovala na Vysoké škole múzických umění v Bratislavě u A. Korinské a absolvovala tuto školu u Jana Blahy. V roce 1969 se stala laureátkou Janáčkovy pěvecké soutěže v Luhačovicích a absolutní vítězkou Dvořákovy soutěže v Karlových Varech. Na základě těchto úspěchů jí nabídl ředitel Národního divadla v Praze Přemysl Kočí angažmá v operním souboru.
Prvním manželem Gabriely Beňačkové byl pianista Ľudovít Marcinger, s nímž má dceru Gabrielu. Tu vychovala společně se svým druhým manželem – v roce 1984 se provdala za uměleckého partnera z Národního divadla, herce Josefa Čápa. Čáp kvůli ní opustil kariéru herce, vystudoval operní režii a začal se jí věnovat.. Jejich manželství trvalo od roku 1984 až do předčasné smrti Josefa Čápa v roce 2001. Po rozdělení Československa přijala české státní občanství.

## Pěvecká kariéra
Od srpna roku 1970 se Beňačková stala členkou a později sólistkou opery Národního divadla v Praze, kde až do roku 1997 zpívala mnohé role českého, ruského a italského repertoáru. Z přelomu let 1980/1981 pochází jedna z jejích nejznámějších nahrávek na CD, při které Beňačková ztvárnila roli Mařenky v opeře Bedřicha Smetany Prodaná nevěsta. Spolu s ní se na této nahrávce podílela řada vynikajících pěvkyň a pěvců, jako byl Richard Novák (Kecal). Pozoruhodné bylo, že i roli Jeníka zpíval rodilý Slovák, a to tehdy nepochybně nejvýznačnější tenorista Československa Peter Dvorský. Orchestrální part převzala Česká filharmonie pod taktovkou Zdeňka Košlera, Pražský filharmonický sbor řídil Josef Veselka.
Od roku 1974 byla Beňačková současně sólistkou Vídeňské státní opery. Zde vystoupila na téměř 150 představeních v celkem 13 rolích, z nichž nejvýznačnější jsou Rusalka Antonína Dvořáka, Jenůfa v Její pastorkyni Leoše Janáčka a Desdemona v Othellu Giuseppe Verdiho. Dále to byly role Maddaleny di Coigny z opery Umberta Giordana André Chénier, kde Beňačková vystoupila po boku Plácida Dominga a Piera Cappuccilliho, a Markétky z Gounodova Fausta. Z obou inscenací jsou dochovány videozáznamy. Ve Vídni si Beňačková získala stálé publikum a za své umělecké výkony získala titul „komorní pěvkyně“ (Kammersängerin). Vídeňské obecenstvo se s Gabrielou Beňačkovou rozloučilo v roce 1997, kdy zde pěvkyně v roli Senty z Wagnerova Bludného Holanďana zpívala naposledy.

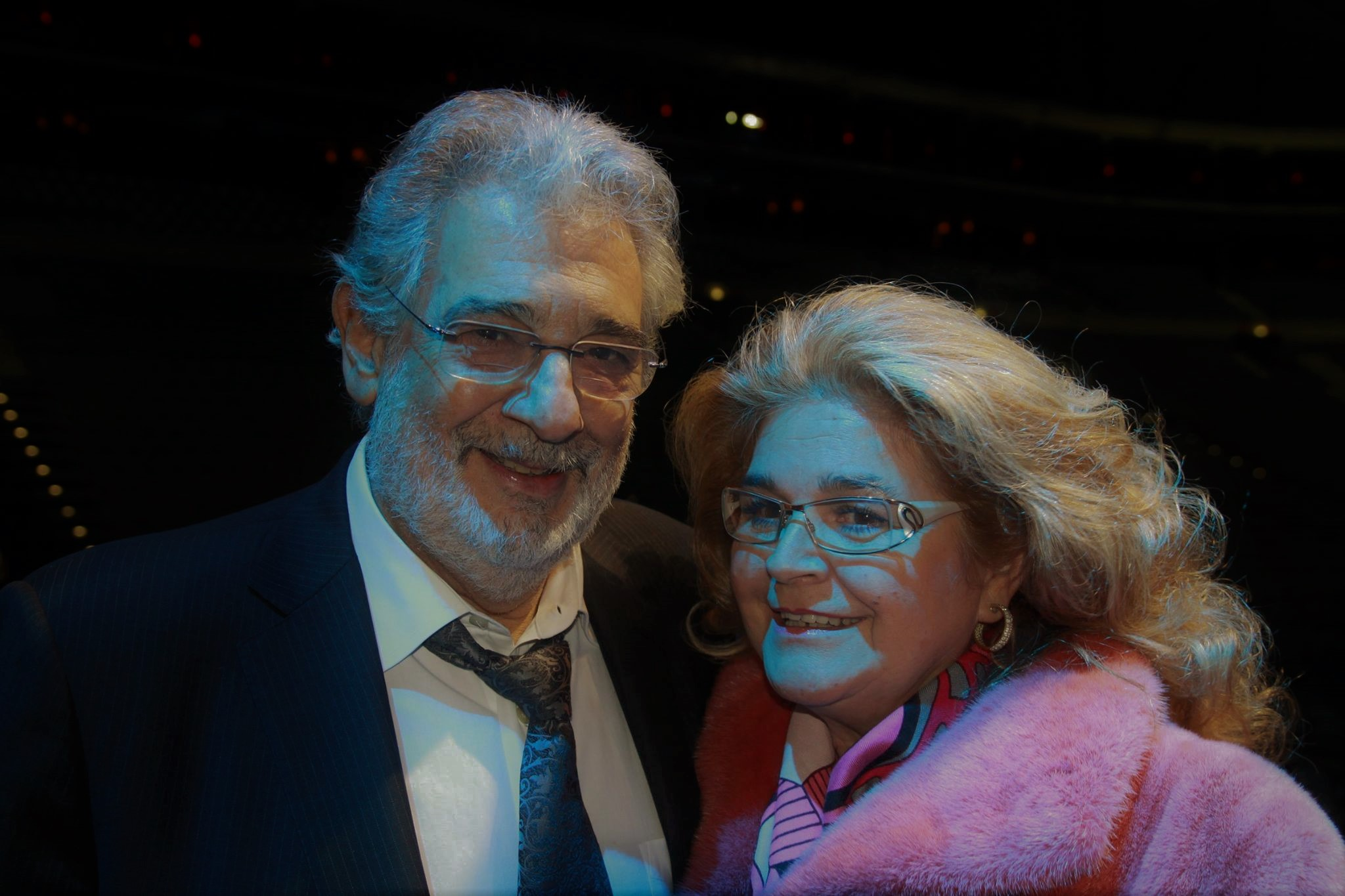
Gabriela Beňačková se svým dlouholetým přítelem a kolegou Plácidem Domingem

Po nastoupení do Vídeňské státní opery následovala angažmá v celé řadě významných operních domů. V San Francisco Opera debutovala Beňačková v roce 1986 v roli Jenůfy po boku skvělých kolegů a pozdějších dobrých přátel – polského tenoristy Wiesława Ochmana coby Lacy a amerického tenoristy Neila Rosensheina, navíc pod taktovkou dirigenta a janáčkovského experta sira Charlese Mackerrase, kterého také s Beňačkovou vždy pojilo hluboké přátelství. Vrátila se sem v roce 1989, kdy spolu s americkým barytonistou Samuelem Rameym a tenorem Dennisem O'Neillem ztvárnila v Boitově opeře Mefistofele jak lyrickou roli Markétky, tak dramatickou postavu Heleny Trojské (inscenace je zaznamenána na videonahrávce společnosti RM Arts). Během návratu ze San Francisca byla neplánovaně pozvána do opery v Los Angeles, aby prakticky bez zkoušky zastoupila záhadně onemocnělou Danielu Dessì v roli Desdemony ve Verdiho opeře Otello. Zde opět zpívala společně s Plácidem Domingem; kritikové Beňačkovou ocenili jak za neobvykle krásný hlas a zpěv, tak i za úchvatné herecké ztvárnění role Desdemony. Podobně na představení vzpomíná tenorista Štefan Margita: „Lidé šíleli, její výkon mi připadal jako sen. Snoubila se v ní dokonalá fyzická krása s technickou dokonalostí.“ 
Velký zlom v kariéře Gabriely Beňačkové nastal již v roce 1983, kdy byla pěvkyně po sporech s vedením Národního divadla v Praze obsazena do role Libuše ze Smetanovy stejnojmenné opery na slavnostním představení ku příležitosti znovuotevření první české scény. V 80. a především v 90. letech nastal vrchol kariéry, když se ve Spojených státech objevila Gabriela Beňačková v New Yorku – nejprve v Carnegie Hall, kde pod taktovkou dirigentky Eve Queler a mnohdy po boku americké pěvkyně Leonie Ryšanek koncertně reprezentovala českou hudbu jako Libuše na představení, jež je kritiky dodnes hodnoceno jako „legendární“, dále jako Rusalka, Jenůfa nebo Káťa Kabanová.  V roce 1991 poprvé zpívala v Metropolitní opeře v New Yorku, kde debutovala na premiéře Janáčkovy Káťi Kabanové v hlavní roli, a odzpívala zde téměř 40 představení až do roku 1999. Americký deník Wall Street Journal po „metropolitním“ debutu okomentoval soprán Gabriely Beňačkové jako „ten nejúchvatnější hlas na světě“. Kromě Káti Kabanové zde vystoupila také při premiéře Dvořákovy Rusalky. Princem jí zde byl přítel a kolega ze San Francisca, americký lyrický tenorista Neil Rosenshein (tamější kritika označila její výkon za vzorový a zdůraznila čistotu jejího hlasu a nádherně tvarované fráze a vysoké tóny). S ansámblem Metropolitní opery se Beňačková zúčastnila také dvou turné ve Španělsku a v Nikaragui, kde se představila jako Leonora v Beethovenově Fideliovi. Rolí, kterou se s touto operní scénou Beňačková rozloučila, byla v roce 1999 Verdiho Desdemona.

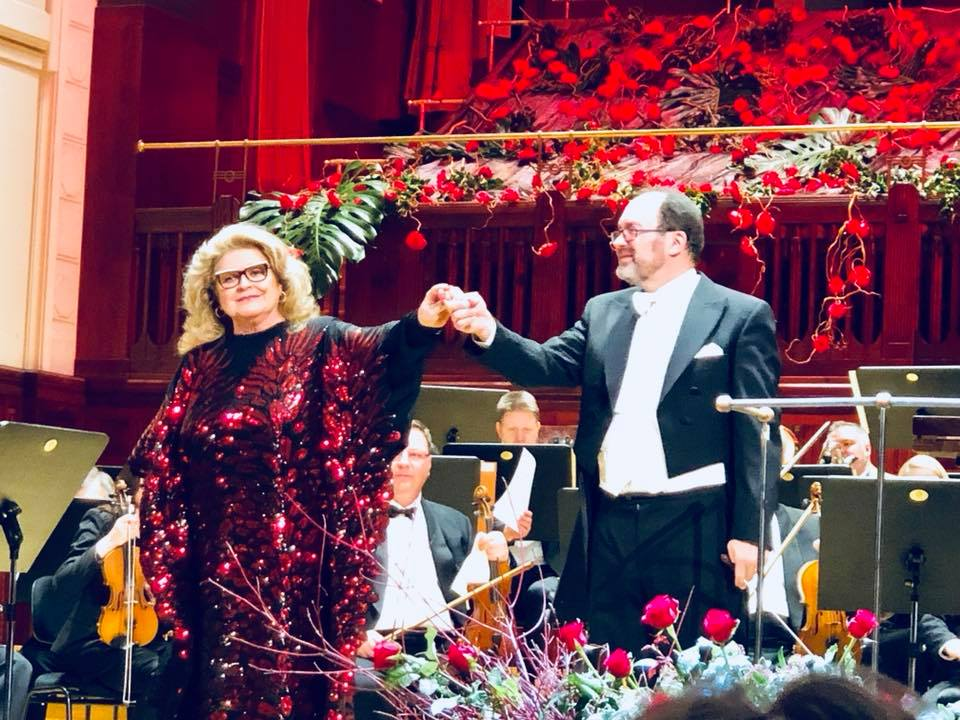
Gabriela Beňačková a dirigent Dušan Štefánek na koncertě v pražském Obecním domě 5. března 2018

Po roce 2000 se Gabriela Beňačková začala postupně stahovat z aktivního uměleckého života, což bylo způsobeno vážnou nemocí její matky. O rok později se po delší odmlce objevila na jevišti, když v Národním divadle Brno zpívala svou vysněnou roli Emilie Marty na výroční premiéře Janáčkovy opery Věc Makropulos. Aktivní kariéru Gabriela Beňačková ukončila oficiálně koncertním turné v roce 2008, které vyvrcholilo recitálem v Rudolfinu s Českou filharmonií pod taktovkou Vladimíra Válka. V současné době zpívá pouze příležitostně a věnuje se spíše pedagogice (své žáky má jak v Česku a na Slovensku, tak např. na Vídeňské konzervatoři či na Manhattan School of Music). Mezi umělce, kteří se u Gabriely Beňačkové pěvecky zdokonalují, patří mj. mezzosopranistka Natalia Krone, sólistka Národního Divadla v Praze sopranistka Anda-Louise Bogza, sopranistka Ester Pavlů, rumunská sopranistka Aida Pascu či tenorista Jakub Pustina, se kterým již několik let pořádají pěvecká turné, vánoční koncerty a spoluorganizují Mezinárodní hudební festival v Rychnově nad Kněžnou.
V roce 2012 se Gabriela Beňačková ve svých pětašedesáti po dlouhé odmlce letech rozhodla pro „jevištní comeback“, kdy zpívala na Salcburském operním festivalu náročný part Hraběnky de la Roche v Zimmermannových Vojácích. Kritické ohlasy byly velice příznivé a Beňačková se tak v Salcburku objevuje pravidelně. V roce 2015 se dokonce vrátila na prkna milánského Teatro alla Scala. Spolupracuje také s českou hudební skladatelkou Sylvií Bodorovou.
V srpnu 2017 byla Beňačková Janem Burianem, ředitelem Národního divadla v Praze, uvedena do Síně slávy Národního divadla. Je teprve třetí významnou uměleckou osobností, které se této pocty dostalo. 1. ledna 2018 u příležitosti výročí vzniku samostatného Slovenska jí udělil slovenský prezident Andrej Kiska nejvyšší slovenské státní vyznamenání pro cizince - Řád bílého dvojkříže.
Dne 5. března 2018 představila Beňačková na koncertě ve Smetanově síni Obecního domu v Praze u příležitosti 25. výročí založení advokátní kanceláře Císař, Češka, Smutný a Českého národního symfonického orchestru dva ze svých studentů - Ester Pavlů a Jakuba Pustinu. Sama také zazpívala za doprovodu Českého národního symfonického orchestru árie a písně Janáčka, Dvořáka, Verdiho, Strausse a Wagnera a uchvátila svou výtečnou pěveckou formou, v níž téměř rok po svých 70. narozeninách vystoupila.
V prosinci 2018 vystoupila v sérii představení Janáčkovy Káti Kabanové v neapolském Teatro San Carlo, pro které nastudovala roli Kabanichy, tedy tchyně titulní Káti, jež Beňačkovou proslavila po celém světě. Kritika se jednomyslně shodla, že pěvkyně zákeřnou a zlou Kabanichu ztvárnila se stejnou intenzitou a vokální i hereckou profesionalitou, s jakou dlouhá léta ztvárňovala právě roli Káti. Navíc roli díky svému neopakovatelnému hlasovému volumenu propůjčila potřebný hysterický akcent.
Za svou kariéru nahrála Beňačková vlastní operní komplety a byla sólistkou na nahrávkách vokálně-symfonického repertoáru několika nahrávacích studií. Tento repertoár také prezentovala koncertně. Oceňované jsou její nahrávky Janáčkovy Glagolské mše, Dvořákovy Stabat Mater, Beethovenovy 9. symfonie nebo monumentální Schönbergovy kantáty Písně z Gurre. Jednou z jejích posledních nahrávek byla Janáčkova Káťa Kabanová pod taktovkou již zesnulého dirigenta Charlese Mackerrase v roce 1999 pro studio Supraphon.

## Umělecký profil

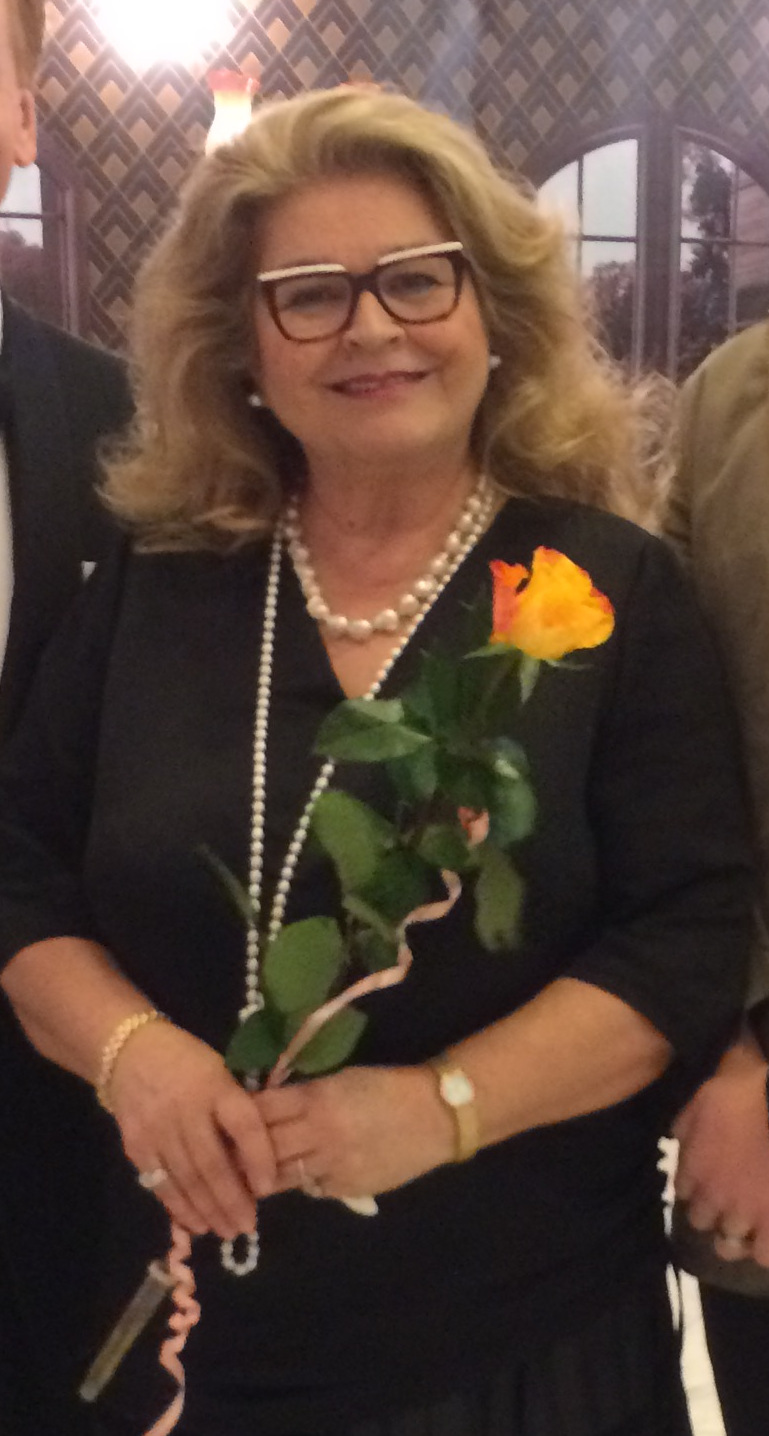
Gabriela Beňačková po recitálu s Jakubem Pustinou v Třinci 26. ledna 2017

Šíře repertoáru Gabriely Beňačkové byla neobvyklá, ovšem největší úspěchy vždy sklízela coby představitelka lyrických sopránových rolí. Bezpochyby se stala nejvýraznější a nejznámější představitelkou Jenůfy z opery Její pastorkyňa Leoše Janáčka. Tu zpívala na více než 1 000  představeních po celém světě včetně Spojených států nebo Japonska. Janáčka dále reprezentovala v rolích Káti Kabanové i Kabanichy, Lišky Bystroušky či Emilie Marty.
Dvořákovu Rusalku nazpívala např. na nahrávce z roku 1982 s Václavem Neumannem coby dirigentem a Wiesławem Ochmanem, především však proslavila inscenaci Rusalky od Otto Schenka, v níž se v hlavní roli představila na prknech Vídeňské státní opery v roce 1987 a na vůbec prvním uvedení tohoto díla v Metropolitní opeře v New Yorku v roce 1993. Americké noviny dokonce tvrdily, že se do té doby nedoceněná lyrická síla a působivost Dvořákovy opery potvrdily teprve díky značnému úsilí Gabriely Beňačkové při dokonalém ztvárňování této role. Pro mnohé se Beňačková stala synonymem této operní role. Americká operní zpěvačka Renée Flemingová, která po roce 2000 často zpívala Rusalku, označila Gabrielu Beňačkovou za svůj velký pěvecký vzor. Obě pěvkyně společně zpívaly na Salcburském festivalu jako „matka a dcera“ ve Straussově opeře Arabella.
Co se týče světového lyrického či spinto-lyrického repertoáru, účinkovala Beňačková ve verdiovských rolích, především jako krásná Desdemona z opery Othello nebo Amelia z Maškarního plesu, dále jako Líza z Čajkovského Pikové dámy, Taťána z Evžena Oněgina (tu zpívala mj. i v Buenos Aires či ve Velkém divadle v Moskvě), Mimi z Pucciniho Bohémy (také po boku dalšího věrného osobního přítele Luciana Pavarottiho).
Díky své hlasové technice ovšem mohla Gabriela Beňačková zpívat i nejrůznější role v operách dramatických – v londýnské Royal Opera House v Covent Garden, v edinburské Usher Hall či v Metropolitní opeře zpívala Leonoru z Beethovenova Fidelia, dále se představila jako Senta z Bludného Holanďana (mimo jiné i ve Vídeňské státní opeře či v sérii kritikou mimořádně pochvalně přijatých představení v roce 1995 v benátském Teatro La Fenice), Ariadna v Ariadne auf Naxos, Alžběta v Tannhäuseru (a v dalších wagnerovských rolích) nebo Salomé ve stejnojmenné Straussově opeře. Propůjčila také svůj hlas filmové postavě Emy Destinnové (zde ji hrála Božidara Turzonovová) v životopisném filmu Božská Ema, dále ji lze slyšet v americkém filmu Řidič slečny Daisy, v československém filmu Tajemství hradu v Karpatech nebo v televizní inscenaci Rusalky od režiséra Petra Weigla z roku 1977.
Mezi její velké pěvecké vzory patřily sopranistky Maria Callas a Renata Tebaldiová; s Callasovou několikrát vystupovala v Paříži, s Tebaldiovou se potkala v moskevském Velkém divadle.

## Ocenění
- 1976 Státní cena
- 1979 titul zasloužilá umělkyně
- 1985 titul národní umělkyně
- 1994 nominace na Grammy Award (za CD písní L. Janáčka, A. Dvořáka a B. Martinů spolu s Rudolfem Firkušným) [32]
- 2008 Medaile Za zásluhy  II. stupeň, o stát v oblasti kultury a umění
- 2018 Řád bílého dvojkříže  2. třídy
- 2019 Cena Thálie (za celoživotní mistrovství v oboru opera)[33]
- 2019 Cena Antonína Dvořáka

## Výběr z nahrávek
- BEETHOVEN, Ludwig van. Fidelio [DVD - živá nahrávka]. Gabriela Beňačková, Josef Protschka, Robert Lloyd, Monte Pederson. Orchestr Královské opery Covent Garden, dir. Christoph von Dohnányi. Londýn: Arthaus, 1991.
- BEETHOVEN, Ludwig van. Symfonie č. 9 [CD]. Gabriela Beňačková, Marjana Lipovsek, Gosta Winbergh, Hermann Prey. Vídeňští filharmonikové, dir. Claudio Abbado. Vídeň: Universal Music, 1987. 00028941959829.
- BOITO, Arrigo. Mefistofele. [DVD - živá nahrávka]. Gabriela Beňačková, Samuel Ramey, Dennis O'Neill, Judith Christin. Orchestr Opery San Francisco, dir. Maurizio Arena. San Francisco: Arthaus Music, 1989. CN100415.
- BODOROVÁ, Sylvie. Juda makabejský [CD - živá nahrávka]. Gabriela Beňačková, Aleš Briscein, Ivan Kusnjer, Pavel Landovský, Eva Salzmannová, Otakar Brousek. Symfonický orchestr Českého rozhlasu, dir. Vladimír Válek. Praha: Arco Diva, 2004.
- DVOŘÁK, Antonín. Rekviem [CD]. Gabriela Beňačková, Brigitte Fassbaender, Thomas Moser, Jan-Hendrik Rootering. Česká filharmonie, dir. Wolfgang Sawallisch. Praha: Supraphon Records, 1988. SU 10 4241-2.
- DVOŘÁK, Antonín. Rusalka [CD]. Gabriela Beňačková, Wiesław Ochman, Richard Novák, Drahomíra Drobková. Česká filharmonie, dir. Václav Neumann. Praha: Supraphon Records, 1984. SU 3717-2.
- DVOŘÁK, Antonín. Rusalka [CD - živá nahrávka]. Gabriela Beňačková, Peter Dvorský, Jevgenij Něstěrenko, Eva Randová. Orchestr Vídeňské státní opery, dir. Václav Neumann. Vídeň: Orfeo d'or, 1987. ADD4154965.
- DVOŘÁK, Antonín. Stabat Mater [CD]. Gabriela Beňačková, Ortrun Wenkel, Peter Dvorský. Česká filharmonie, dir. Wolfgang Sawallisch. Praha: Supraphon Records, 1983. SU 10 3561-2.
- DVOŘÁK, Antonín - JANÁČEK, Leoš - MARTINŮ, Bohuslav. Songs/Lieder (Písně) [CD]. Gabriela Beňačková, Rudolf Firkušný (piano). New York: RCA Records Victor Red Seal, 1993. RCA 60823. --- (ocenění Grammy Awards)[34]
- GIORDANO, Bruno. Andrea Chénier [DVD - živá nahrávka]. Gabriela Beňačková, Plácido Domingo, Pierro Cappuccilli, Rohangiz Yachmi, Czesława Slania. Orchestr Vídeňské státní opery, dir. Nello Santi. Vídeň: Deutscher Grammophon, 1981.
- JANÁČEK, Leoš. Glagolská mše [CD]. Gabriela Beňačková, Eva Randová, Vilém Přibyl, Sergej Kopčák. Filharmonie Brno, dir. Charles Mackerras. Praha: Supraphon Records, 1996. SU 3045-2.
- JANÁČEK, Leoš - MARTINŮ, Bohuslav. Glagolská mše - Polní mše [CD - živá nahrávka]. Gabriela Beňačková, Věra Soukupová, František Livora, Karel Průša, Václav Zítek. Česká filharmonie, dir. Václav Neumann. Praha: Panton - Supraphon Records, 1978. SU 81 1217-2.
- JANÁČEK, Leoš. Její pastorkyňa [CD]. Gabriela Beňačková, Naděžda Kniplová, Vilém Přibyl, Vladimír Krejčík. Orchestr a sbor Janáčkova divadla v Brně, dir. František Jílek. Praha: Supraphon Records, 1979. SU 3869-2.
- JANÁČEK, Leoš. Její pastorkyňa [CD - živá nahrávka]. Gabriela Beňačková, Leonie Ryšanek, Wiesław Ochman, Peter Kazaras. Opera Orchestra of New York, dir. Eve Queler. New York: BIS Records, 1994. B0000016.
- JANÁČEK, Leoš. Káťa Kabanová [CD]. Gabriela Beňačková, Peter Straka, Dagmar Pecková, Eva Randová. Česká filharmonie, dir. Charles Mackerras. Praha: Supraphon Records, 1997. SU 3291-2. --- (ocenění Preis der deutschen Schallplattenkritik 1998, Choc du Monde de la Musique 1988 a Cannes Classical Award 1999)
- JANÁČEK, Leoš. Věc Makropulos [DVD - živá nahrávka]. Gabriela Beňačková, Roman Sadnik, Pavel Kamas, Zdeněk Šmukař, Monika Brychtová, Zoltán Korda. Orchestr a sbor Janáčkova divadla v Brně, dir. Oliver von Dohnányi. Česká televize, 2001.
- LEHÁR, Franz. Země úsměvů [CD]. Gabriela Beňačková, Jiřina Marková, Miroslav Dvorský, Miroslav Kopp. Česká filharmonie, dir. Libor Pešek. Praha: Supraphon Records, 1996. SU 3069-2.
- MAHLER, Gustav. Symfonie č. 2 „Vzkříšení“ [CD]. Gabriela Beňačková, Eva Randová. Česká filharmonie, dir. Václav Neumann. Praha: Supraphon Records, 1982. SU 11 1971-2.
- PUCCINI, Giacomo. La Bohème (Bohéma) [CD - živá nahrávka]. Gabriela Beňačková, Luciano Pavarotti, Madelyn Renee, Georg Tichy. Orchestr Vídeňské státní opery, dir. Julius Rudel. Vídeň: Orfeo d'or, 1986.
- SMETANA, Bedřich. Libuše [CD - živá nahrávka]. Gabriela Beňačková, Václav Zítek, Eva Děpoltová, Věra Soukupová, Marie Veselá, Karel Průša, René Tuček, Leo Marian Vodička. Orchestr a sbor Národního divadla v Praze, dir. Zdeněk Košler. Praha: Supraphon Records, 1983. SU 11 1276-2.
- SMETANA, Bedřich. Prodaná nevěsta [DVD]. Gabriela Beňačková, Peter Dvorský, Richard Novák, Miroslav Kopp, Marie Veselá. Česká filharmonie, dir. Zdeněk Košler. Prahja: Supraphon Records, 1982. SU 3707-2.
- STRAUSS, Richard. Arabella [DVD - živá nahrávka]. Gabriela Beňačkové, Renée Fleming, Thomas Hampson, Albert Dolmen. Staatskapelle Dresden, dir. Christian Thielemann. Salcburk: Unitel Classica, 2014.
- VERDI, Giuseppe. Messa per Rossini [DVD - živá nahrávka]. Gabriela Beňačková, Florence Quivar, James Wagner, Alexandru Agache, Aage Haughland. Symfonický orchestr Stuttgart, dir. Helmut Rilling. Berlín: Kultur Video, 1990.
- VERDI, Giuseppe. Otello [CD - živá nahrávka]. Gabriela Beňačková, Plácido Domingo, Sherrill Milnes. Orchestr opery v Los Angeles, dir. Lawrence Foster. Los Angeles: Music Center Records, 1986.
- Gabriela Beňačková in Prague (písňový recitál - Mozart, Strauss, Schneider-Trnavský, Dvořák, Verdi, Caccini) [CD - živá nahrávka]. Gabriela Beňačková, Ronald Schneider (piano). Praha: Supraphon Records, 1995. SU 3027-2.
- Gabriela Beňačková: Arias (Árie ze světových a českých oper - Janáček, Dvořák, Smetana, Čajkovskij, Verdi, Puccini) [CD]. Gabriela Beňačková, Peter Straka, Vilém Přibyl. Česká filharmonie, dir. Bohumil Gregor, Václav Neumann a Charles Mackerras. Praha: Supraphon Records, 2005. SU 3853-2.
- Gabriela Beňačková: Sento Amor (písňový recitál - Caccini, Paisiell, Koželuh, Granados, Santórsola, Villa-Lobos, Ponce, Castelnuovo-Tedesco, Giordani, Pergolesi, Scarlatti, Händel) [CD]. Gabriela Beňačková, Lubomír Brabec (kytara). Praha: Arco Diva - Ultraphon, 1994. UP 0003-2 231.
- Gabriela Beňačková: Slovak Songs (písňový recitál - Schneider-Trnavský, Bodorová) [CD] Gabriela Beňačková, Štefan Margita, Kateřina Englichová, Katarína Bachmannová. Praha: Zentiva UP, 2005. UP0001-2 131.[35]